# 陳霑
陳霑（1480年—？），字汝霖，直隸真定府冀州人，民籍，明朝政治人物。

## 生平
正德五年（1510年）庚午科順天府鄉試第三十四名，正德六年（1511年）辛未科進士。本年八月授戶科給事中，十一年正月升本科右，十二月升禮科左，十二年六月奉命查盘大同粮草，十三年四月升刑科都給事中，十四年四月升通政使司左參議，嘉靖元年（1522年）四月仕至通政司右通政。

## 家族
曾祖陳剛；祖父陳瑛；父陳謨，曾任府知事。前母夏氏；母池氏。永感下。